# Manomera
Manomera är ett släkte av insekter. Manomera ingår i familjen Diapheromeridae.
Kladogram enligt Catalogue of Life:
| Manomera | \| \| Manomera blatchleyi \| \| \| \| \| \| Manomera brachypyga \| \| \| \| \| \| Manomera tenuescens \| \| \| \| |
|          | \| \| Manomera blatchleyi \| \| \| \| \| \| Manomera brachypyga \| \| \| \| \| \| Manomera tenuescens \| \| \| \| |
|          | Manomera blatchleyi                                                                                               |
|          | |
|          | Manomera brachypyga                                                                                               |
|          | |
|          | Manomera tenuescens                                                                                               |
|          | |